# Лігатура (медицина)

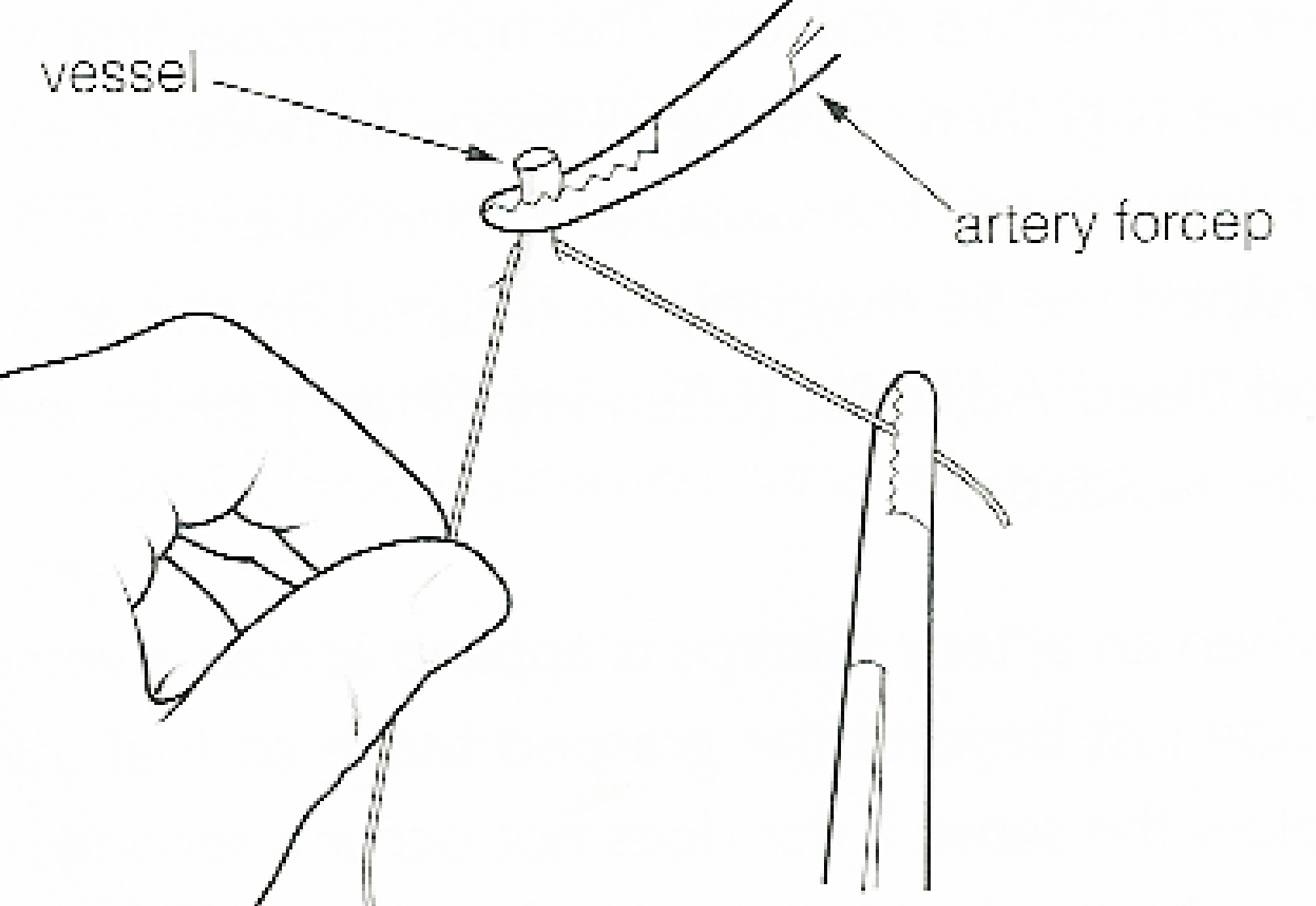
Схематична демонстрація перев'язування судин за допомогою лігатури

Лігатура — в хірургії нитка, якою перев'язують кровоносну судину (або інший трубчастий орган) для спинення чи запобігання кровотечі під час операції або яку залишають в рані після операції для забезпечення з'єднання тканин.
Матеріалом для лігатури є шовкові, бавовняні, лляні, капронові нитки, кетгут тощо. В сучасній медицині використовують не лише нитки, а і гумові (латексні) матеріали.

## Історія
Введена в хірургію в І ст н. е. Цельсом, але в Середньовіччі ця практика не використовувалася — для припинення кровотечі використовували припікання та перекручення кровоносних судин. Повернено в практику в 1557 році завдяки Амбруазу Паре.